# 日本矶蟹
日本矶蟹（学名：Pugettia nipponensis）为蜘蛛蟹科矶蟹属的动物。分布于日本，包括东海等海域，生活环境为海水，一般生活于水深50-150米处的泥沙质或碎贝壳的海底。